# Manfred Rulffs
Manfred Rulffs (ur. 6 marca 1935 w Kilonii, zm. 15 stycznia 2007 w Ratzeburgu) – niemiecki wioślarz reprezentujący RFN, mistrz olimpijski.

## Kariera
Wystąpił na igrzyskach olimpijskich w Rzymie w 1960, gdzie Wspólna Reprezentacja Niemiec w składzie: Manfred Rulffs, Walter Schröder, Frank Schepke, Kraft Schepke, Karl-Heinrich von Groddeck, Karl-Heinz Hopp, Klaus Bittner, Hans Lenk i Willi Padge zdobyła złoty medal. W finale o 4,34 sekundy wyprzedzili Kanadyjczyków i o 7,66 sekundy osadę Czechosłowacji. Był to jego jedyny start olimpijski.
Ponadto zdobył złoty medal w czwórkach bez sternika na mistrzostwach Europy w Poznaniu (1958) oraz w ósemkach na mistrzostwach Europy w Mâcon (1959).
Łącznie zdobył siedem tytułów mistrza kraju. Odznaczony Srebrnym Liściem Laurowym. Po zakończeniu kariery przez krótki czas pracował jako nauczyciel, jednak wkrótce został trenerem. Pracował w klubie w Ratzeburgu, a następnie był jednym z trenerów reprezentacji RFN.